# Acroporium smallii
Acroporium smallii là một loài Rêu trong họ Sematophyllaceae. Loài này được (R.S. Williams) H.A. Crum & L.E. Anderson mô tả khoa học đầu tiên năm 1960.